# 최운정
최운정(영어: Chella Choi, 첼라 최, 1990년 8월 25일 ~ )은 대한민국의 프로 골프 선수이다. 소속사는 볼빅이다.
2015년 7월 19일 LPGA 투어 마라톤 클래식에서 156전 157기만에 우승을 차지했다.

## 출신 학교
- 세화여자중학교
- 세화여자고등학교
- 고려대학교 체육교육과 재학 중

## 수상 경력
- 2012년 : LPGA 매뉴라이프 파이낸셜 클래식 준우승
- 2013년 : LET ALPG 볼빅 RACV 레이디스 마스터즈 준우승
- 2013년 : LPGA 투어 미즈노클래식 준우승
- 2014년 : LPGA 투어 ISPS 한다 오스트레일리아 여자 오픈 준우승
- 2015년 : LPGA 투어 마라톤 클래식 우승

## LPGA 메이저 대회 결과
| Tournament                | 2009 | 2010 | 2011 | 2012 |
| ------------------------- | ---- | ---- | ---- | ---- |
| ANA 인스퍼레이션          | DNP  | DNP  | CUT  | T49  |
| LPGA 챔피언십             | T53  | T47  | CUT  | T36  |
| U.S. 여자 오픈            | DNP  | 61   | T13  | CUT  |
| 리코 위민스 브리티시 오픈 | DNP  | CUT  | T54  | T10  |

| Tournament                | 2013 | 2014 | 2015 |
| ------------------------- | ---- | ---- | ---- |
| ANA 인스퍼레이션          | T32  | T16  | CUT  |
| LPGA 챔피언십             | T5   | T22  | T26  |
| U.S. 여자 오픈            | T25  | T15  | T20  |
| 리코 위민스 브리티시 오픈 | CUT  | T38  |      |
| 에비앙 챔피언십 ^         | T6   | CUT  |      |

^ 에비앙 챔피언십은 2013년에 메이저로 승격됐다.

DNP = did not play(플레이하지 않음)

CUT = missed the half-way cut(2라운드 후 컷 탈락)

T = tied(공동)

노란색은 상위 10위 안에 든 게임.